# Banó-Szabó Bence
Banó-Szabó Bence (Kecskemét, 1999. július 25. –) magyar labdarúgó, a Kecskeméti TE játékosa.

## Pályafutása

### Klubcsapatban
Édesapja Szabó István, a Kecskeméti TE edzője, Bence pedig a Hírös-Épnél, illetve a Kecskeméti LC-nél kezdte pályafutását, mielőtt 2014-ben a Budapest Honvédhoz került. A 2016-2017-es idényben bajnoki címet szerzett a Honvéd U19-es csapatával és bemutatkozhatott az ifjúsági Bajnokok Ligájában is. 2017 nyarán felkerült a Budapest Honvéd felnőtt keretéhez. A magyar első osztályú bajnokságban a 2017–2018-as szezonban mutatkozott be augusztus 26-án kezdőként, Erik van der Meer vezetőedző a 65. percben cserélte le Debreceni VSC elleni bajnokin. A következő fordulóban, a Paksi FC ellen már a kezdőcsapatban kapott helyet.

### A válogatottban
2017 őszén részt vett az U19-es válogatottal a Vilotics-kupán, ahol hat mérkőzésen lépett pályára.

## Sikerei, díjai
Budapest Honvéd
- Magyar Kupa-győztes: 2019–20

 Kecskemét
- Magyar labdarúgó-bajnokság ezüstérmes: 2022–23[7]

Egyéni
- Legtöbb gólpassz az NB I-es szezonban:[8] 12 db, 2022-23
- A szezon álomcsapatának tagja a HLSZ szavazásán:[9] 2022-23
- Az év mezőnyjátékosa a Nemzeti Sport osztályzatai alapján:[10] 2022-23

## Statisztika

### Klubcsapatokban
2025. augusztus 18-i állapot szerint.
| Klub                | Szezon         | Bajnokság | Bajnokság | Kupa  | Kupa  | Nemzetközi | Nemzetközi | Összesen | Összesen |
| Klub                | Szezon         | Mérk.     | Gólok     | Mérk. | Gólok | Mérk.      | Gólok      | Mérk.    | Gólok    |
| ------------------- | -------------- | --------- | --------- | ----- | ----- | ---------- | ---------- | -------- | -------- |
| Budapest Honvéd-MFA | 2016–17        | 1         | 0         | —     | —     | —          | —          | 1        | 0        |
| Budapest Honvéd-MFA | 2017–18        | 1         | 0         | —     | —     | —          | —          | 1        | 0        |
| Budapest Honvéd-MFA | 2018–19        | 11        | 1         | —     | —     | —          | —          | 11       | 1        |
| Budapest Honvéd-MFA | 2019–20        | —         | —         | —     | —     | —          | —          | —        | —        |
| Budapest Honvéd-MFA | 2020–21        | 10        | 2         | —     | —     | —          | —          | 10       | 2        |
| Budapest Honvéd-MFA | 2021–22        | 13        | 1         | —     | —     | —          | —          | 13       | 1        |
| Budapest Honvéd-MFA | Összesen       | 36        | 4         | —     | —     | —          | —          | 36       | 4        |
| Budapest Honvéd     | 2017–18        | 26        | 0         | 3     | 0     | —          | —          | 29       | 0        |
| Budapest Honvéd     | 2018–19        | 15        | 0         | 6     | 1     | 1          | 0          | 22       | 1        |
| Budapest Honvéd     | 2019–20        | 18        | 1         | 5     | 1     | 4          | 1          | 27       | 3        |
| Budapest Honvéd     | 2020–21        | —         | —         | —     | —     | —          | —          | —        | —        |
| Budapest Honvéd     | 2021–22        | 5         | 0         | 0     | 0     | —          | —          | 5        | 0        |
| Budapest Honvéd     | Összesen       | 64        | 1         | 14    | 2     | 5          | 1          | 83       | 4        |
| Kecskeméti TE       | 2022–23        | 31        | 5         | 1     | 0     | —          | —          | 32       | 5        |
| Kecskeméti TE       | 2023–24        | 15        | 2         | 1     | 0     | 1          | 0          | 17       | 2        |
| Kecskeméti TE       | 2024–25        | —         | —         | —     | —     | —          | —          | —        | —        |
| Kecskeméti TE       | 2025–26        | 4         | 1         | —     | —     | —          | —          | 4        | 1        |
| Kecskeméti TE       | Összesen       | 50        | 8         | 2     | 0     | 1          | 0          | 53       | 8        |
| Kecskeméti TE II    | 2023–24        | 1         | 2         | —     | —     | —          | —          | 1        | 2        |
| Teljes karrier      | Teljes karrier | 151       | 15        | 16    | 2     | 6          | 1          | 173      | 18       |